# Mana (rivière)
Pour les articles homonymes, voir Mana.
La Mana (en russe : Мана) est une rivière de Russie qui coule dans le kraï de Krasnoïarsk. C'est un affluent direct de l'Ienisseï en rive droite. 
(à ne pas confondre avec le fleuve Mana en Guyane)

## Géographie
La rivière est longue de 475 km, draine un bassin de 9 620 km2 et a un débit moyen de 100 m3/s (soit 3,15 km3/an).
La rivière est appelée Pravaïa Mana (Правая Мана; "Mana de droite") dans son cours supérieur. 
Elle naît dans les monts appelés Manskoïe Bielogorie qui constituent la partie nord des monts Saïan orientaux et doivent leur nom (bieloe : « blanc » en russe) au fait qu'en règle générale la neige qui les recouvre ne disparait pas totalement en été. La rivière constitue l'exutoire du lac Verkhmanskoïe. Elle est, dans ce cours supérieur, une rivière de montagne typique entrecoupée de très nombreux rapides.
Douze kilomètres après sa naissance elle forme une rivière souterraine sur une longueur de 800 à 1 000 mètres.
Dans les années 1930 et 1940, ainsi qu'en 2000-2003, on a extrait de l'or de la mine de Ioulevski, située sur son cours supérieur.
Dans son cours inférieur, la Mana coule dans une large vallée entourée de collines, où son cours fortement ralenti effectue de nombreux méandres. La rivière est alors navigable et, jusqu'en 1986, il existait une navigation active. À une distance de 40 à 20 kilomètres de sa confluence, elle longe sur sa rive droite la réserve naturelle de Stolby (zapovednik Stolby). Après un parcours de 475 kilomètres, la Mana se jette dans l'Ienisseï en rive droite, à 16 kilomètres en amont de la ville de Krasnoïarsk près de la petite localité d'Oust-Mana (non loin de Divnogorsk), et ce au niveau du réservoir de Krasnoïarsk. 
La rivière est fort appréciée des rafteurs, dont les moins aventureux préfèrent le cours inférieur plus calme, à partir de la localité de Beret. Un parcours un peu plus difficile débute près du village de Bolchoï Oungout. 
La Mana gèle dès la première moitié du mois de novembre, et ce, jusque fin avril ou début mai.

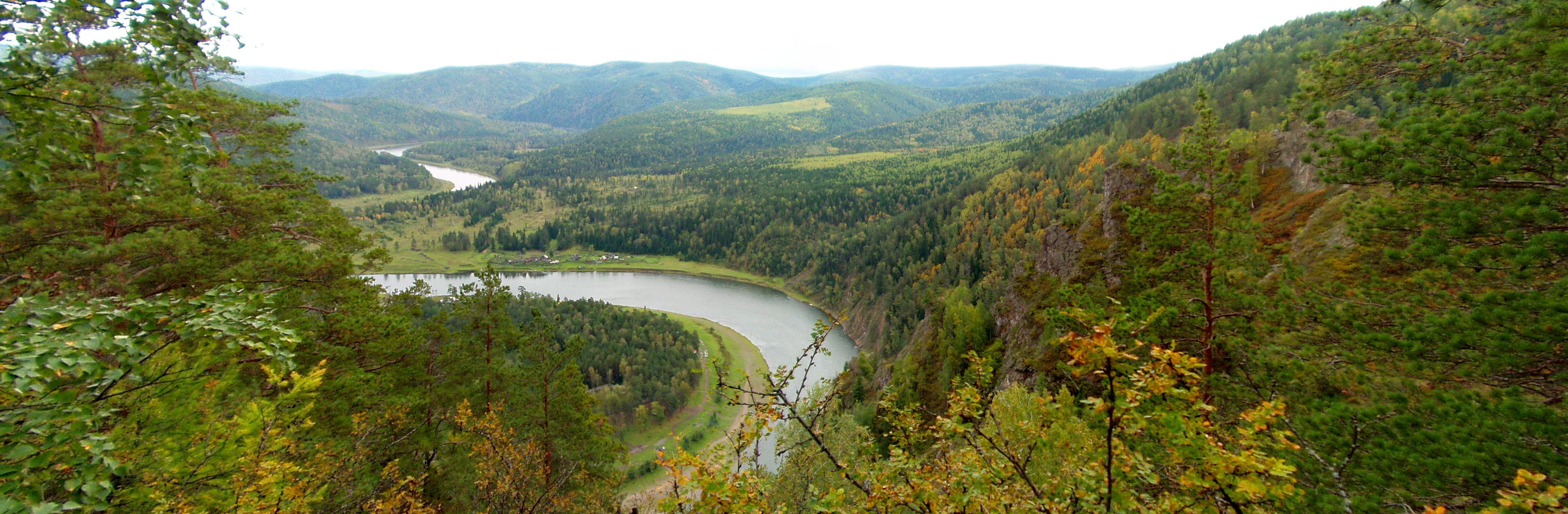
Vue panoramique sur la vallée inférieure de la Mana près de la confluence à Oust-Mana

## Hydrométrie - Les débits à Manskyi
Le débit de la Mana a été observé pendant 52 ans (sur la période 1936-1989) à Manskyi, petite ville située à quelque 44 kilomètres de son confluent avec l'Ob . 
Le débit inter annuel moyen ou module observé à Manskyi durant cette période était de 100 m3/s pour une surface prise en compte de 9 260 km2, soit plus de 99 % de la totalité du bassin versant de la rivière qui en compte 9 320.
La lame d'eau écoulée dans le bassin atteint donc le chiffre de 342 millimètres par an, ce qui doit être considéré comme élevé. 
Le débit moyen mensuel observé en mars (minimum d'étiage) atteint 32,4 m3/s, soit plus ou moins 14 % du débit moyen du mois de mai (maximum de l'année avec 231 m3/s), ce qui montre l'amplitude, modérée pour la Sibérie, des variations saisonnières. À titre de comparaison, ce pourcentage est de 18 % pour la Seine à Paris.
Sur la période d'observation de 52 ans, le débit mensuel minimal a été de 17,7 m3/s en mars 1954, tandis que le débit mensuel maximal s'est élevé à 479 m3/s en mai 1975.
En considérant la seule période estivale, libre de glaces (de mai à octobre inclus), le débit mensuel minimal observé a été de 45,5 m3/s en octobre 1954, niveau restant encore très confortable. Un débit mensuel estival inférieur à 50 m3/s est rare, voire exceptionnel. 

## Ichtyofaune
Comme poissons on trouve notamment dans la rivière le sterlet ou esturgeon de Sibérie, le taïmen, le lénok, l'ombre commun, le gardon, le brochet, la perche, la lote, la vandoise, la grémille, le goujon, et aussi divers cobitidés et le vairon.